# Hydrotaea longiseta
Hydrotaea longiseta är en tvåvingeart som beskrevs av Feng 1997. Hydrotaea longiseta ingår i släktet Hydrotaea och familjen husflugor. Inga underarter finns listade i Catalogue of Life.